# Silberberg Ignác
Silberberg Ignác, 1899-ig Salgó (Nagykomlós, 1863. október 3. – Budapest, 1932. január 31.) nyomdász, lapszerkesztő, pártmunkás.

## Élete
Silberberg Sámuel és Donáth Anna fia. A 19. század végén bejárta Nyugat-Európát, majd Németországban bekapcsolódott Karl Liebknecht és August Bebel oldalán a szociáldemokrata munkásmozgalomba. Az 1890-es évek elején elköltözött Ausztriába, ahol az Arbeiter-Zeitungnál dolgozott, s az osztrák szociáldemokrata párt vezetőségi tagjaként is működött. Részt vett az 1894. évi magyarországi pártkongresszuson. 1894-ben Victor Adler javaslatára hazahívták, s rábízták a Magyarországi Szociáldemokrata Párt ügyeinek vezetését, amelyet július elsején vett át. A Népszava szerkesztőjeként is dolgozott, s az osztályharc pártolója volt. 1895-ben létrehozta a Népszava Részvénytársaságot, s a Népszavát átmenetileg napilappá szervezte. Ez a vállalkozás kudarccal zárult, s a betegpénztári reformisták a Silberberg ellen folyó egyéves harc eredményeképp megfosztották a pártban viselt összes tisztségétől. Ezután ellenzéki mozgalmat szervezett. 1896 februárjáig a Népszava mint Silberberg ellenzéki mozgalmának sajtóorgánuma jelent meg. 1895-ben és a következő évben a bíróság több sajtóperben is elítélte. Börtönévei alatt ellenzéki csoportja meggyengült, ennek következtében a munkásmozgalomtól visszavonult, s a Pester Lloydnál, illetve a Neues Pester Journalnál dolgozott. 1902. március 18-án Budapesten, a Józsefvárosban házasságot kötött a nála négy évvel fiatalabb Balla Ilona Borbálával, Balla Mór Pál és Heim Karolina lányával. 1919-ben áttért a római katolikus vallásra. Az 1920-as években szerkesztette a Kommun című német nyelvű lapot.